# Ієн Кук (хокеїст на траві)
Ієн Кук (англ. Ian Cooke, 6 березня 1952) — австралійський хокеїст на траві.
Срібний призер Олімпійських Ігор 1976 року.